# Hiccoda clarae
Hiccoda clarae är en fjärilsart som beskrevs av Emilio Berio 1947. Hiccoda clarae ingår i släktet Hiccoda och familjen nattflyn. Inga underarter finns listade i Catalogue of Life.